# Cyclopia maculata
Cyclopia maculata là một loài thực vật có hoa trong họ Đậu. Loài này được (Andrews) Kies miêu tả khoa học đầu tiên.